# Víktor Kuznetsov
Víktor Kuznetsov (en ruso: Ви́ктор Алекса́ндрович Кузнецо́в; Unión Soviética, 21 de mayo de 1961) es un nadador soviético retirado especializado en pruebas de estilo espalda, donde consiguió ser subcampeón olímpico en 1980 en los 100 metros.

## Carrera deportiva
En los Juegos Olímpicos de Moscú 1980 ganó la medalla de plata en los 100 metros estilo espalda, con un tiempo de 56.99 segundos tras el sueco Bengt Baron  (oro con 56.53 segundos) y por delante de su compatriota soviético Vladimir Dolgov; en cuanto a las pruebas por equipo, ganó la plata en los 4 x 100 metros estilos (nadando el largo de espalda), tras Australia y por delante de Reino Unido.